# Асферическое пространство
Асферическое пространство — топологическое пространство в котором все гомотопические группы {\displaystyle \pi _{n}(X)}, кроме {\displaystyle n=1}, тривиальны.
Каждое асферическое пространство {\displaystyle X} по определению является пространством Эйленберга — Маклейна типа {\displaystyle K(G,1)}, где {\displaystyle G=\pi _{1}(X)} является фундаментальной группой {\displaystyle X}. Кроме того, оно является классифицирующим пространством для группы {\displaystyle G}, рассматриваемой как топологическая группа с дискретной топологией.

## Свойства
- По теореме Уайтхеда[англ.], CW-комплекс асферичен тогда и только тогда, когда его универсальное накрытие стягиваемо.

- Если конечномерный CW-комплекс асферичен, то его фундаментальная группа не имеет кручения.

- Для асферического пространства {\displaystyle X} асферическое пространство и связного CW-комплекса {\displaystyle K} любое непрерывное отображение из 2-мерного остова {\displaystyle K} в {\displaystyle X} может быть продолжено до непрерывного отображения, определённого на всём {\displaystyle K}. Кроме того, для любого гомоморфизма фундаментальных групп {\displaystyle h\colon \pi _{1}K\to \pi _{1}X} существует непрерывное отображение {\displaystyle \varphi \colon K\to X}, которое индуцирует {\displaystyle h}. Более того, {\displaystyle \varphi } единственно с точностью до гомотопии.

- Прямое произведение асферических пространств — асферическое пространство.

## Примеры
- Все компактные поверхности кроме сферы и проективной плоскости являются асферическими. Тор любой размерности асферичен.

- Любое гиперболическое многообразие[англ.] асферично. Болле того, метрические пространства с неположительной кривизной в смысле Александрова (то есть, локально-CAT(0)-пространства) асферичны. В случае римановых многообразий это следует из теоремы Картана — Адамара.

- Дополнение узла в {\displaystyle \mathbb {S} ^{3}} является асферическим по теореме о сфере

- Любое нильмногообразие асферично.

- Бесконечномерное линзовое пространство {\displaystyle \mathbb {S} ^{\infty }/\mathbb {Z} _{p}} асферично.